# Мяч, Василий Павлович
Васи́лий Па́влович Мяч (1893—1966) — участник Белого движения на Юге России, первопоходник, редактор-основатель журнала «Вестник первопоходника».

## Биография
Родился в Анапе, вырос в Екатеринодаре. Имел двоих братьев, Александра (1897—1975) и Сергея, также офицеров-первопоходников.
Участник Первой мировой войны. В 1915 году был произведен в офицеры за боевое отличие. Несколько раз был ранен. В 1917 году — поручик 237-го пехотного Грайворонского полка.
В ноябре 1917 года прибыл на Дон и вступил в Добровольческую армию. В отряде полковника А. П. Кутепова участвовал в первых боях с большевиками. При соединении Добровольческой армии с Кубанским отрядом В. Л. Покровского встретил своих братьев, служивших в этом отряде. В 1-м Кубанском походе командовал 3-м взводом 6-й роты Корниловского полка. Затем — в 1-м Кубанском конном дивизионе. Во 2-м Кубанском походе был командиром 4-й сотни 2-го Сводно-Казачьего полка (в чине сотника). В 1920 году состоял адъютантом генерала Покровского и в этой должности эвакуировался из Крыма.
В эмиграции с генералом Покровским в Болгарии. После гибели последнего в 1922 году вынужден был переехать в Югославию, где имел торговое дело. В годы Второй мировой войны служил в Русском корпусе при штабе 1-го полка. После окончания Второй мировой войны переехал в США. Стал одним из организаторов Калифорнийского отдела Союза первопоходников в Лос-Анджелесе. Был секретарем правления Калифорнийского отдела, а затем его председателем (1963—1966). Принимал деятельное участие в издании ежемесячного журнала «Вестник первопоходника», был одним из основателей журнала и членом редакционной коллегии. В последние годы сам занимался сбором материалов и средств, перепиской с сотрудниками и рассылкой журнала.
Скончался в 1966 году в Лос-Анджелесе после продолжительной болезни. Похоронен на русском инвалидном участке Голливудского кладбища.
Был женат, имел сына, который был инженером и погиб в 1965 году.